# Die Trovatos – Detektive decken auf
Die Trovatos – Detektive decken auf ist eine Pseudo-Doku-Soap des privaten Fernsehsenders RTL. Die Serie wurde von der filmpool Film- und Fernsehproduktion hergestellt. Im Jahr 2008 wurden zwei Folgen als Pilotprojekte von der Zeitsprung Makes Sense GmbH (nach einer Idee von Ralf Brüstle) für RTL2 und Exklusiv – Die Reportage realisiert.

## Inhalt
Die in der Realität existierende Detektei Trovato kümmerte sich mit Jürgen, Marta und Sharon Trovato um als Scripted Reality gestaltete Fälle, die sich zum Beispiel um Heiratsschwindler, ausgerissene Teenager oder Kindessorgerechte drehten.

## Sonstiges
- Die Fälle waren fiktiv. Die Trovatos dagegen sind auch in der Realität Detektive und daher Laienschauspieler.
- Der Name „Trovato“ ist das italienische Wort für „gefunden“ und symbolisiert die vielen aufgedeckten Fälle der Ermittler.
- Alle Folgen wurden in Hürth und Umgebung gedreht. Die echte Detektei Trovato, mit Schwerpunkt Wirtschaft, ist hingegen in Mönchengladbach.[3]
- Bei den Dreharbeiten zur Fernsehserie fing Jürgen Trovato einen echten flüchtigen Autodieb.[4]
- Corrado Voria war seit der 6. Staffel (Start Mai 2013) als neuer Ermittler und Mitarbeiter der Trovatos zu sehen.
- Ermittlerin Veronika Fraindt wurde nach nur einer Staffel wieder aus der Serie geschrieben.
- Jürgen Trovato war neben seiner Fernseh- und Detektivkarriere auch als Schlagersänger aktiv.[5]
- Sharon Trovato war von Januar 2014[6] bis 2015 mit dem deutsch-US-amerikanischen Beatboxer und YouTuber Alberto verheiratet.
- TV-Polizist POK Hauke Mertesacker (gespielt von Oliver Ritz), bekannt aus Der Blaulicht Report und Verdachtsfälle, wurde ab 2014 auch in diesem RTL-Format in mehreren Episoden als Polizist eingesetzt. 2011 spielte er einmalig den Bademeister Klaus Wiese.
- Im April 2023 wurde ein Versuch gestartet das Format neu zu beleben, unter dem Titel „Detektei Trovato – next Generation“ will RTL2 in Zusammenarbeit mit der Produktionsfirma Filmpool ein Revival der Serie vorantreiben und haben hierfür einen Piloten gedreht. Neben den bisherigen Familienmitgliedern ist nun erstmals Sohn Daniele Trovato als Ermittler mit dabei, auch Corrado Voria und Oliver Ritz als Polizist Hauke Mertesacker sind dabei wieder im Einsatz.

## Ausstrahlung
Zunächst wurden Die Trovatos seit dem 26. Februar 2011 samstags gegen 16:45 Uhr bei RTL als Wochenserie ausgestrahlt.
Ab dem 27. August 2012 wurde die Serie zwei Wochen lang als Daily-Format getestet und montags bis freitags um 14:00 Uhr gesendet.
Auf Grund der damals überzeugenden Marktanteile wurde die Serie seit April 2013 dauerhaft täglich gezeigt und ersetzte die RTL-Reihe Mitten im Leben.
Seit Mai 2017 wurden täglich von Montag bis Freitag um 10:00 und 11:00 Uhr sowie samstags um 15:45 und 16:45 Uhr zwei Folgen und am frühen Samstagmorgen um 05:00 Uhr eine Einzelfolge gezeigt. Am Sonntagmorgen wurde von 07:10 bis 11:05 Uhr ein ganzer Block gezeigt. Außerdem „ermittelten“ die Trovatos gelegentlich im Rahmen der Sendung Verdachtsfälle.
Zusätzlich wurde die Sendung von April 2012 bis September 2013 montags bis freitags um 5:50 Uhr bei Nitro gesendet. Seit dem 23. Dezember 2019 läuft sie auf Mo. – Fr. vormittags bei RTLup.
Die Serie ist auf Abruf bei RTL+ zu sehen.

### Quoten
Die erste Folge erreichte 2,51 Mio. Zuschauer, was einem Gesamtmarktanteil von 15,4 % entsprach; in der Zielgruppe der 14- bis 49-jährigen Zuschauer waren es 18,6 %.

## Kritik
Die Trovatos wurden vom Tages-Anzeiger als erfolgreichster Vertreter eines Trends im Privatfernsehen gesehen, die vom Zuschauer als zu langweilig empfundenen Talkshows durch actionreichere Scripted-Reality-Sendungen zu ersetzen.